# Société de contrôle et d’exploitation des transports auxiliaires
La Société de contrôle et d’exploitation des transports auxiliaires (SCETA), est une société de transport française. Constituée le 1er janvier 1942, la Sceta résulte du regroupement des anciens services automobiles créés depuis 1929  par la SNCF et les compagnies ferroviaires privées qui l'ont précédée. Parfois très dynamiques quant à la promotion touristique, comme le "PLM (Paris-Lyon-Marseille)", célèbre pour ses affiches commerciales ou d'autres, qui vantent aussi par des affiches à installer dans les gares, les destinations de leur trains dans les villes d'eaux connues pour leurs bienfaits et pour leurs monuments caractéristiques.
La SCETA a implanté dès 1950 à l'étranger les bureaux France Tourisme Service (FTS), pour accroître la clientèle européenne, mais dans une vocation "sociale".
Elle a ouvert trois villages de bungalows de 500 places dans les années 1950, d'abord dans le Var sous la marque d'une filiale "Prexotel", autour de Saint-Raphaël, à Boulouris en 1954 et Saint-Aygulf en 1955, près du quartier des Issambres dépendant de Roquebrune-sur-Argens pour recycler personnels et terrains au moment de fermer des lignes secondaires. 
Dans la Baie d'Ajaccio, la "Société des Auberges au Soleil", autre filiale de la SNCF via la SCETA, ouvre en 1959 le village des bungalows de "Marina Viva", dispersés dans la nature, ouverts d'avril à octobre et ancêtres de l'hôtel de Porticcio. Les deux premiers villages de bungalows, réservés aux étrangers, sont réquisitionnés fin novembre 1959,,  pour les rescapés des pluies diluviennes précédant la catastrophe de Malpasset (2 décembre 1959) qui a causé 423 morts
. Celui de Corse est ouvert en 1959 pour les Français.
La SCETA centralise ainsi les agences de tourisme de la SNCF mais faute d'argent, limite ses réalisations, surtout autofinancées, la suivante étant le village de vacances "Maxima 2000", près de Sainte-Maxime en 1968, dans le Var aussi. Puis en 1969, L'Etat finance à 50 % huit grands projets hôteliers de prestige envisagés depuis de nombreuses années, via 350 millions de francs de prêts du Fonds de développement économique et social, notamment un établissement trois étoiles de 418 chambres, l'hôtel Suffren-La Tour dans le 7ème arrondissement de Paris. Cette même année, la Caisse des dépôts et consignations bâtit le "Méridien", un hôtel de mille chambres qui sera exploité par Air France. Alors que l'agence Jet Tours reçoit le soutien d'Air France, la SCETA n'est pas appuyée par sa maison mère.
La filiale Prexotel continue ses activités et ouvre ses portes en 1976 à Najac pour une clientèle cosmopolite venue de Hollande, Belgique ou Angleterre par le fameux « train jaune » dans un village qui prend ensuite la marque "Frantour" puis est acquis dans les années « 90 » par Val Vacances Bleues. Cette société, après acquisition par VVF, est rebaptisée VVF Villages Vacances Bleues. L'année précédente, la SCETA a ouvert dans le quartier des Batignolles à Paris, près d'un grand dépôt SNCF appelé Pont-Cardinet, moyennant une redevance à sa société mère, un complexe hôtelier à vocation plus modeste, avec un "deux étoiles" et un "une étoile" tous deux offrant plus de 300 chambres.
La SCETA a ensuite servi de holding pour regrouper d'autres filiales de la SNCF dans les années 1960, 1970 et 1980, dont la filiale de fret Sernam, puis elle a fusionné en 1995 avec Calberson pour former le groupe Geodis.